# Émile Vandam
Pour les articles homonymes, voir Vandamme.
Émile Vandam, né à Charleroi le 9 avril 1832 et mort à Charleroi le 26 avril 1888, est un avocat, notaire, industriel et homme politique belge, de tendance libérale.

## Biographie
Émile Vandam, né à Charleroi, le 9 avril 1832, est le fils de Joseph Lothaire Vandam, notaire, et de Pauline Dubois.
Il fait ses études secondaires au Collège communal de Charleroi dont il obtient le diplôme en 1850. En octobre 1850, il commence des études à l'Université de Gand et obtient le diplôme de candidat en philosophie et lettres en 1851 et le diplôme de docteur en droit en 1855. 
Il s'inscrit comme avocat au barreau de Charleroi. Suivant en cela l'exemple de son père, il accomplit également un stage de notariat et est reçu candidat notaire en 1856. Le 6 février 1860, il est nommé juge suppléant au tribunal de première instance de Charleroi.

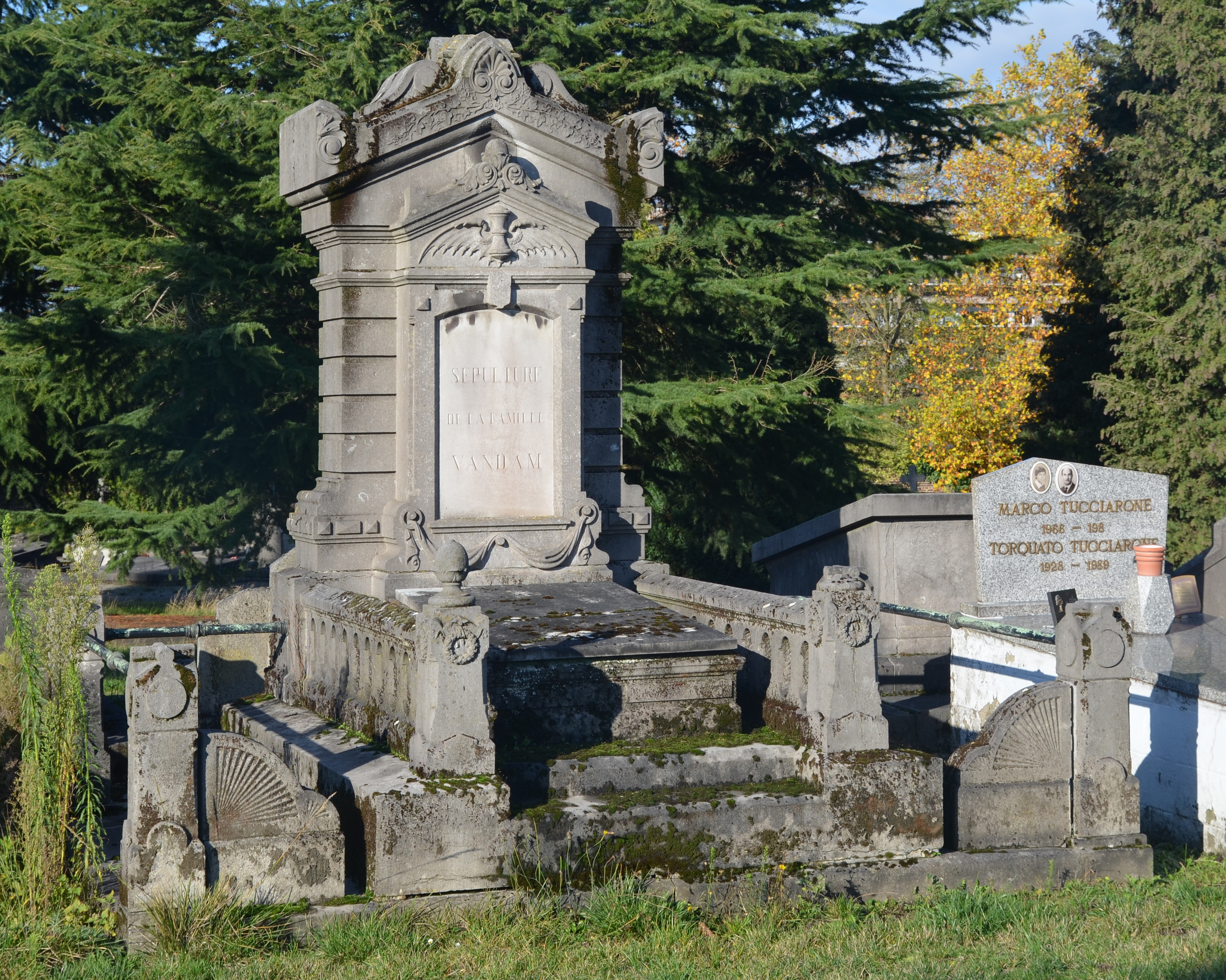
Sépulture de la famiile Vandam au cimetière de Charleroi Nord.

En 1864, Il s'établit comme notaire à Seneffe et, à partir de 1878, à Charleroi où il s'implique dans la garde civique.
Il entreprend également un carrière politique pour le compte de l'Association libérale de Charleroi. En 1874, il est élu député à la Chambre des représentants de l'arrondissement de Charleroi. Réélu à trois reprises, il exerce ce mandat jusqu'à son décès. De 1878 à 1887, il est conseiller communal de Charleroi.
Il a rédigé le rapport sur le projet de loi concernant l'institution des conseils de prud'hommes à Charleroi et La Louvière permettant ainsi l'instauration d'un dialogue entre le monde du capital et le monde du travail.
Il a été actif au sein de plusieurs sociétés métallurgiques et charbonnières comme  :
- président du conseil d'administration de la Société des Forges et Ateliers de Seneffe ;
- administrateur du Charbonnage du Grand Mambourg-Sablonnière dite du Pays de Liège à Montignies-sur-Sambre (à partir de 1882)[2].

À la suite de son décès à Charleroi le 26 avril 1888, il est inhumé au cimetière de Charleroi.

## Distinction
- Chevalier de l'ordre de Léopold en 1882.